# Ouzouer-sur-Trézée
Ouzouer-sur-Trézée és un municipi francès, situat al departament del Loiret i a la regió de Centre – Vall del Loira. L'any 2007 tenia 1.294 habitants.

## Demografia

### Població
El 2007 la població de fet d'Ouzouer-sur-Trézée era de 1.294 persones. Hi havia 564 famílies, de les quals 188 eren unipersonals (104 homes vivint sols i 84 dones vivint soles), 208 parelles sense fills, 156 parelles amb fills i 12 famílies monoparentals amb fills.
La població ha evolucionat segons el següent gràfic:
Habitants censats

### Habitatges
El 2007 hi havia 747 habitatges, 582 eren l'habitatge principal de la família, 115 eren segones residències i 50 estaven desocupats. 642 eren cases i 89 eren apartaments. Dels 582 habitatges principals, 375 estaven ocupats pels seus propietaris, 188 estaven llogats i ocupats pels llogaters i 19 estaven cedits a títol gratuït; 5 tenien una cambra, 47 en tenien dues, 129 en tenien tres, 177 en tenien quatre i 224 en tenien cinc o més. 420 habitatges disposaven pel capbaix d'una plaça de pàrquing. A 277 habitatges hi havia un automòbil i a 212 n'hi havia dos o més.

### Piràmide de població
La piràmide de població per edats i sexe el 2009 era:
| Homes | Edats   | Dones |
| ----- | ------- | ----- |
| 0     | 95 o +  | 0     |
| 4     | 90 a 94 | 8     |
| 8     | 85 a 89 | 48    |
| 20    | 80 a 84 | 20    |
| 24    | 75 a 79 | 32    |
| 36    | 70 a 74 | 24    |
| 32    | 65 a 69 | 24    |
| 40    | 60 a 64 | 36    |
| 16    | 55 a 59 | 24    |
| 64    | 50 a 54 | 48    |
| 40    | 45 a 49 | 44    |
| 32    | 40 a 44 | 28    |
| 24    | 35 a 39 | 32    |
| 56    | 30 a 34 | 44    |
| 56    | 25 a 29 | 40    |
| 28    | 20 a 24 | 20    |
| 32    | 15 a 19 | 24    |
| 28    | 10 a 14 | 36    |
| 28    | 5 a 9   | 36    |
| 36    | 0 a 4   | 28    |

## Economia
El 2007 la població en edat de treballar era de 785 persones, 575 eren actives i 210 eren inactives. De les 575 persones actives 511 estaven ocupades (279 homes i 232 dones) i 64 estaven aturades (36 homes i 28 dones). De les 210 persones inactives 92 estaven jubilades, 54 estaven estudiant i 64 estaven classificades com a «altres inactius».

### Ingressos
El 2009 a Ouzouer-sur-Trézée hi havia 576 unitats fiscals que integraven 1.297,5 persones, la mediana anual d'ingressos fiscals per persona era de 15.906 €.

### Activitats econòmiques
Dels 43 establiments que hi havia el 2007, 1 era d'una empresa extractiva, 2 d'empreses alimentàries, 4 d'empreses de fabricació d'altres productes industrials, 7 d'empreses de construcció, 12 d'empreses de comerç i reparació d'automòbils, 4 d'empreses de transport, 5 d'empreses d'hostatgeria i restauració, 1 d'una empresa financera, 1 d'una empresa immobiliària, 3 d'empreses de serveis, 1 d'una entitat de l'administració pública i 2 d'empreses classificades com a «altres activitats de serveis».
Dels 11 establiments de servei als particulars que hi havia el 2009, 1 era una oficina de correu, 1 taller de reparació d'automòbils i de material agrícola, 2 paletes, 1 guixaire pintor, 1 fusteria, 1 lampisteria, 2 electricistes, 1 perruqueria i 1 restaurant.
Dels 6 establiments comercials que hi havia el 2009, 1 era una botiga de més de 120 m², 2 fleques, 1 una fleca, 1 una botiga d'equipament de la llar i 1 una botiga d'electrodomèstics.
L'any 2000 a Ouzouer-sur-Trézée hi havia 32 explotacions agrícoles que ocupaven un total de 3.002 hectàrees.

## Equipaments sanitaris i escolars
L'únic equipament sanitari que hi havia el 2009 era una farmàcia.
El 2009 hi havia una escola elemental.

## Poblacions més properes
El següent diagrama mostra les poblacions més properes.